# 東への道
『東への道』（ひがしへのみち、英語: Way Down East）は、D・W・グリフィス監督による1920年公開のアメリカ合衆国のサイレント映画である。主演はリリアン・ギッシュ、リチャード・バーセルメス。
日本では1922年（大正11年）5月4日、両国国技館他で封切られた。当初新聞広告では『ウェー・ダウン・イースト』という題名で宣伝されていた。

## 略歴・概要
ロティ・ブレア・パーカーの芝居『Annie Lairie』に基づくウィリアム・ブラディが演出した芝居『Way down east』を映画化したものである。
グリフィス得意のラスト・ミニッツ・レスキューが遺憾なく発揮されるクライマックス、荒れ狂う猛吹雪や河を流れる流氷上で失神するリリアン・ギッシュ等の見事な描写が評判となり大ヒット。ブロードウェイでは1年以上のロングラン上映となった。
米国ではユナイテッド・アーティスツ（UA）が配給し、日本では、1922年（大正11年）、同社の支社であるユナイト日本支社が開設の第1作として配給した。

## あらすじ
田舎娘アンナ・ムーア（リリアン・ギッシュ）は職を求めて東部に住む親戚、トレモント家を頼るが、プレイボーイのレノックス・サンダースンに騙され、内縁関係を婚姻と騙された挙句、妊娠すると捨てられる。
アンナは子供を生むが、その子は洗礼を受けるまもなく死んでしまう。アンナはその後遠方へ移転し、地主のバートレット家の女中となる。息子のディヴィッド（リチャード・バーセルメス）との間に恋が芽生えるが、自らの過去を忘れられないアンナはディヴィッドの求愛に答えることが出来ないでいた。
サンダースンはバートレット家の近くに住んでおり、サンダースンはバートレット家にアンナの過去を暴露してしまった。厳格なバートレットは、外が猛吹雪であるにも変わらず、アンナを追い出す。アンナは猛吹雪の中をさまよい、力尽きて失神するが、大地に思えたその場所は、凍りついた川の上であった…。
アンナを探していたディヴィッドは、失神したアンナが氷河ともに流れていくさまを見、救出に向かう。アンナが滝つぼに飲まれる寸前、ディヴィッドはアンナを救出する。
バートレットもアンナを赦し、晴れてアンナとディヴィッドは結ばれる。

## スタッフ
- 監督：D・W・グリフィス
- 脚本：アンソニー・ポール・ケリー
- 撮影：G・W・ビッツァー、ヘンドリック・サートフ
- 美術：フランク・ワートマン

## キャスト
- アンナ・ムーア：リリアン・ギッシュ
- デイビッド・バートレット：リチャード・バーセルメス
- レノックス・サンダースン：ローウェル・シャーマン
- 地主のバートレット：バー・マッキントッシュ
- ノーマ・シアラー（ノンクレジット）